# مشاركة سياسية
المشاركة السياسية هي نشاط سياسي يرمز إلى مساهمة المواطنين ودورهم في إطار النظام السياسي. وتبعاً لتعريف صموئيل هنتنغتون وجون نيلسون، فإن المشاركة السياسية تعني تحديداً ذلك النشاط الذي يقوم به المواطنون العاديون بقصد التأثير في عملية صنع القرار الحكومي، سواء أكان هذا النشاط فردياً أم جماعياً، منظماً أم عفوياً، متواصلاً أم منقطعاً، سلمياً أم عنيفاً، شرعياً أم غير شرعي، فعالاً أم غير فعال
وبدوره يؤكد بعض الباحثين أن المشاركة السياسية شكل من أشكال الممارسة السياسية، تتعلق ببنية نظام سياسي وآليات عملياته المختلفة، حيث يكمن موقعها داخل النظام السياسي في المدخلات، سواء أكانت لتقديم المساندة للسلطة القائمة أم المعارضة، ولكنها تستهدف تغيير مخرجات النظام السياسي، بالصورة التي تلائم مطالب الأفراد والجماعات الذين يقدمون عليها.
لكنه يشير في الوقت نفسه إلى أن المشاركة السياسية لا تقف في كثير من الأحيان عند حد مدخلات النظام السياسي، وإنما تتعدى ذلك إلى مرحلة تحويل المطالب، وخاصة إذا وجد أفراد أو جماعات قريبة من تكوين المؤسسات ومن نطاق عملها

## تعريفات
ويرى أخرون أن المشاركة السياسية تعني في أوسع معانيها حق المواطن في أن يؤدي دوراً معيناً في عملية صنع القرارات السياسية، لكنها في أضيق معانيها تعني حق ذلك المواطن في أن يراقب هذه القرارات بالتقويم والضبط عقب صدورها من جانب الحاكم
كما يفرقون بين المشاركة بهذا المعنى والاهتمام من ناحية والتفاعل أو التجاوب من ناحية ثانية. فالاهتمام يعني عدم السلبية، حيث يشعر المواطن العادي أن الدولة والشؤون العامة والقرارات السياسية ترتبط بحياته ووجوده الذاتي تأثيراً وتأثراً.
وسواء أدى ذلك إلى استخدام حق معين في عملية اتخاذ القرار السياسي أم لا. فإن الاهتمام يظل مفهوماً مستقلاً عن المشاركة. أما التفاعل فإنه يعني التجاوب، حيث ينسى المواطن ذاته في نطاق الوجود السياسي. هذا التفاعل يشكل حلقة تتوسط الاهتمام والمشاركة. فالاهتمام قد يؤدي إلى التفاعل، وكذلك المشاركة تفرضه

## أشكال المشاركة السياسية
رميساء ورد سعيديي الدولة
وتختلف أشكال المشاركة السياسية من جانب المواطنين في الدولة، تبعاً لاختلاف الأنظمة السياسية، حيث تتوقف مستوياتها على طبيعة النسق السياسي وتتخذ أشكالها وفقاً لنمطه، لأن كل نسق يتضمن العديد من الأدوار، التي يؤديها الأفراد داخله، كالمواطن الذي يتوقف دوره على الإدلاء بصوته في الانتخابات العامة، والسياسي المحترف وأعضاء الحزب النشيطين، حيث تنتظم العلاقة بينهم على أساس الترتيب الهرمي في شغل الأدوار، فهي علاقة تنظيمية تتحدد وفقاً لشكل المشاركة ومداها، أي الدور الذي يقوم به المشارك

## العلاقة التفاعلية
بين المشاركة والعملية السياسية
عندما يجري الحديث حول المشاركة السياسية، فإنه يعني بالدرجة الأولى مساهمة المواطنين في العملية السياسية التي تجري في إطار النظام السياسي. وتنطلق هذه المقاربة من الربط الجدلي بين المشاركة السياسية والعملية السياسية، ولاسيما عملية صنع واتخاذ القرارات السياسية، لكون القرارات السياسية تمثل المحور والناتج النهائي لأي عملية سياسية، سواء كان موضوعها يتعلق بقانون أو بإجراء أو بسياسة محددة.

## المشاركة السياسية للمرأة
إن مشاركة المرأة في الحياة السياسية هي رهن بظروف المجتمع الذي تعيش فيه، وتتوقف درجة هذه المشاركة علي مقدار ما يتمتع به المجتمع من حرية وديمقراطية من الناحية السياسية، وعلى ما يمنحه المجتمع من حريات إجتماعية للمرأة لممارسة هذا الدور ولذا فإنه لا يمكن مناقشة المشاركة السياسية للمرأة، بمعزل عن الظروف الإجتماعية والسياسية التي يمر بها المجتمع.
كما أن مفهوم المشاركة السياسية يلعب دوراُ مهماُ، في تطوير أليات وقواعد الحكم الصالح، كمفهوم بات قيد التداول السياسي في الوقت الراهن، وفي إطار ما يعرف «بالتنمية المستدامة» للمجتمعات، خاصة مجتمعات العالم الثالث التي توصف أنظمتها بالشمولية أو بسيادة المفاهيم الإرثية علي مفاهيم المواطنة في تحديد النخب السياسية.
وتعني المشاركة السياسية عند صامويل هنتنجتون وجون نلسون ذلك النشاط الذي يقوم به المواطنون العاديون بقصد التأثير في عملية صنع القرار الحكومي، سواء أكان هذا النشاط فردياً أم جماعياً، منظماً أو عفوياً، متواصلاً أو متقطعاً، سلمياً أم عنيفاً، شرعياً أم غير شرعي، فعالاً أم غير فعال.
ويمكن القول أن المشاركة السياسية في أي مجتمع هي محصلة نهائية لجملة من العوامل الإجتماعية والإقتصادية والمعرفية والثقافية والسياسية والأخلاقية، تتضافر في تحديد بنية المجتمع المعني ونظامه السياسي وسماتها وأليات إشتغالهما، وتحديد نمط العلاقات الإجتماعية والسياسية ومدي توافقها مع مبدأ المشاركة الذي بات معلماُ رئيسياً من معالم المجتمعات المدنية الحديثة. ويمكن القول أن المشاركة السياسية هي جوهر المواطنة وحقيقتها العملية، فالمواطنون هم ذوو الحقوق المدنية والإجتماعية والسياسية والثقافية والإقتصادية التي يعترف بها المجتمع للجميع بحكم العقد الإجتماعي، ويصونها القانون الذي يعبر عن هذا العقد، فالمشاركة السياسية تمثل أساس الديمقراطية وتعبراً عن سيادة الشعب.
وهناك من يقصد بالمشاركة "تلك الأنشطة الإرادية التي يشارك بمقتضاها أفراد المجتمع في إختيار حكامهم وفي صناعة السياسة العامة بشكل مباشر أو غير مباشر، أي أنها تعني إشراك الفرد في مختلف مستويات العمل والنظام السياسي".ويرى البعض إلى أنها "نشاط إختياري يهدف إلى التأثير في إختيار السياسات العامة أو إختيار القادة السياسيين على المستوي المحلي والقومي سواء كان ذلك النشاط ناجحاً أو غير ناجح، منظماً أو غير منظم، مستمر أو مؤقتاً. هذه المشاركة قيمة في حد ذاتها وشرط لعمل الديمقراطية. وحسب رأي أكاديمي آخر تعد المشاركة السياسية مساهمة المواطنيين في أنشطة سياسية متدرجة ومتنوعة ما بين التصويت إلي توجيه وصياغة سياسة الحكومة، أي مشاركة الفرد في صور متعددة من النظام السياسي.هذه الصور والأنماط تشمل.
تقلد منصب سياسي أو إداري، السعي نحو منصب سياسي أو إداري، العضوية النشطة في التنظيم السياسي (الحزب مثلاً)، العضوية العادية في التنظيم السياسي، العضوية النشطة في التنظيم شبه السياسي، العضوية العادية في التنظيم شبه السياسي، المشاركة في إجتماعات السياسة العامة، المشاركة في المناقشات السياسية غير الرسمية، التصويت.
ومن خصائص المشاركة السياسية
1. الفعل:-بمعني الحركة النشطة للجماهير في اتجاه تحقيق هدف معين.
2. التطوع:- بمعني أن تتم جهود المواطنين طواعية وشعورهم بدافع المسؤولية الجماعية تجاه القضايا التي تهم مجتمعها
3. الإختيار:-تغليب المصلحة العامة ودعمها، في حالة تعارضها مع المصلحة الخاصة.

كما تمر المشاركة السياسية بمراحل ودرجات مختلفة:
-تبدأ بالإهتمام بالشأن العام أو السياسي.
-تتطور إلي الإنخراط السياسي.
-تتحول إلي القيام بنشاط سياسي.
وتنتهي هذه المراحل بقرار أن تشارك المرأة في الحياة السياسية بأحد وجهين هما:-
-الترشح في الإنتخابات: حيث تقرر خوض معترك الحياة السياسية بنفسها والعمل من داخل المطبخ السياسي.
-الناخبة: وهنا تحدد أن يكون لها صوت ودور في تحديد من يمثلها حتي يدافع عن حقوقها ويعبر عن مشكلاتها وإهتماماتها.
ونضيف بالقول أن الممارسة الفعلية لأي مستوي للمشاركة السياسية يتطلب إقتناعاً بجدوي ولأهمية المشاركة إلي جانب أن يتسم الفرد بالمسؤولية والإلتزام وإحترام الواجب ومن ثم فإن تنمية المشاركة السياسية تتطلب توفير الظروف الإجتماعية والثقافية والتربوية التي تكسب الفرد ثقافة سياسية مشاركة.